# Mada, Hunedoara
Mada este un sat în comuna Balșa din județul Hunedoara, Transilvania, România. Situată la 305m alt. în Munții Metaliferi, localitatea Mada are privilegiul de a oferi încântătoare peisaje celor care ajung aici.

## Obiective turistice
- Rezervația naturală “Cheile Măzii (Madei)” (10 ha).

Situate în nordul satului, Cheile Măzii se întind pe o lungime de 3 km.

## Trivia
- Denumirea localității citită invers este Adam.

## Legături externe

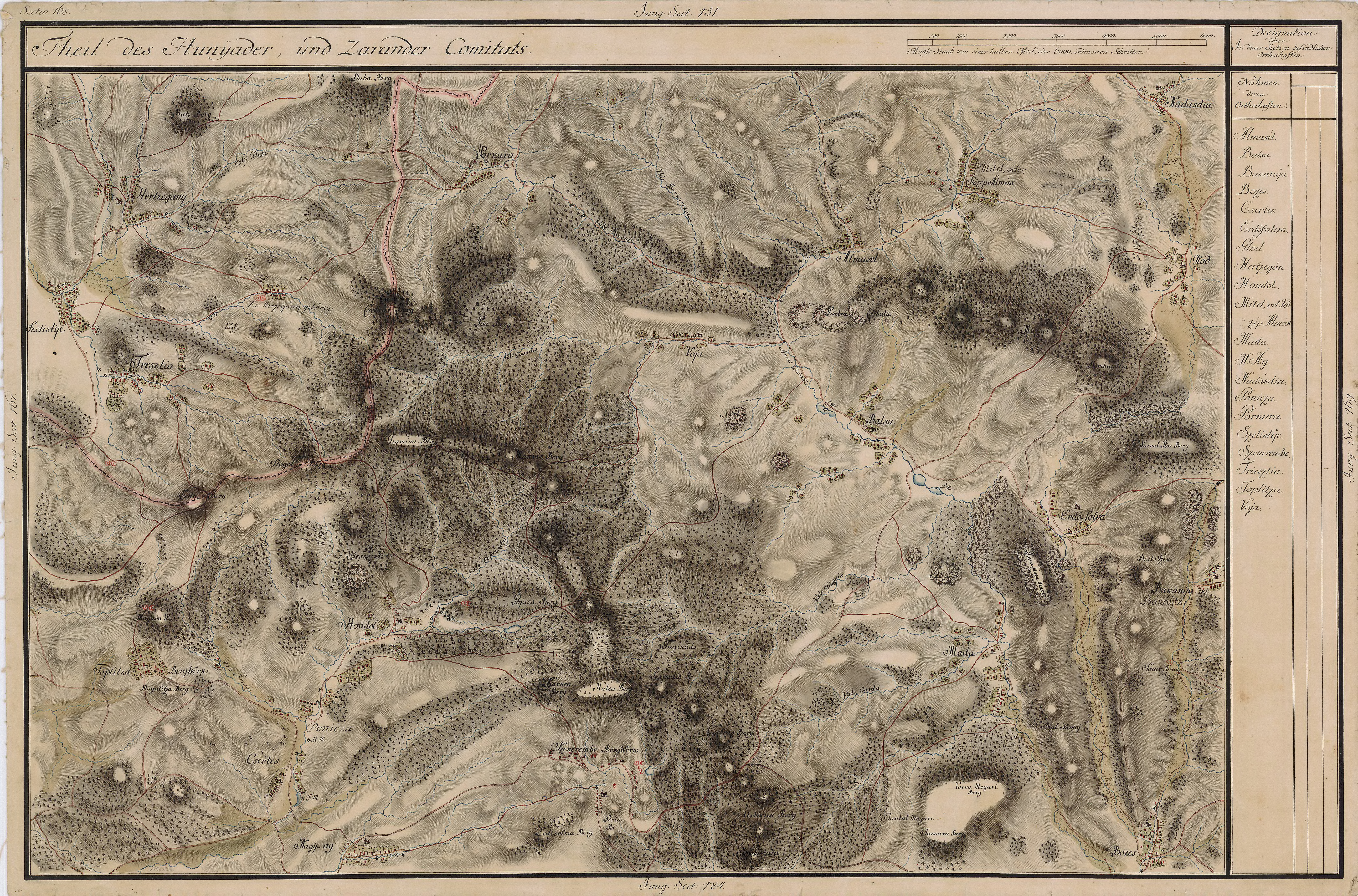
Mada în Harta Iosefină a Transilvaniei, 1769-1773